# Cortinarius acetosus
Cortinarius acetosus är en svampart som först beskrevs av Josef Velenovský, och fick sitt nu gällande namn av Melot 1987. Cortinarius acetosus ingår i släktet Cortinarius och familjen spindlingar.  Arten är reproducerande i Sverige. Inga underarter finns listade i Catalogue of Life.